# Coppa dei Campioni 1984-1985 (pallavolo maschile)
La Coppa dei Campioni di pallavolo maschile 1984-1985, organizzata dalla Confédération Européenne de Volleyball (CEV), è stata la 27ª edizione del massimo torneo pallavolistico europeo.
La vittoria finale è andata per la seconda volta alla Pallavolo Parma.

## Squadre partecipanti
- Stella Rossa Praga
- Eczacıbaşı Istanbul
- Pallavolo Torino
- Sanitas Madrid
- Dinamo Bucarest
- Panathīnaïkos
- Chenois Ginevra
- CA Tyrolia Vienna
- Sollentuna Stoccolma
- Brother Martinus Amstelveen
- CSKA Sofia
- Dinamo Tirana
- CS Bonnevoie
- Capitol City Spikers
- Ibis Kortrijk

- Tungsram SC Budapest
- Asnieres Sport
- Loimu 79 Turku
- Hapoel Hampil
- APOEL
- USC Giessen
- Gladsaxe
- TSC Berlino
- Esmoriz GC

Dagli Ottavi di finale
- Legia Varsavia
- Pallavolo Parma
- Radiotechnik Riga
- HAOK Mladost

## Turno preliminare
| Andata |                                 |     |                                  |
|        |                                 |     |                                  |
|        | Praga - Istanbul                | 3-0 | 15-0, 15-12, 15-8                |
|        | Torino - Madrid                 | 3-0 | 15-5, 15-10, 15-11               |
|        | Bucarest - Atene                | 3-0 | 15-13, 15-12, 15-6               |
|        | Ginevra - Vienna                | 0-3 | 10-15, 11-15, 14-16              |
|        | Stoccolma - Martinus Amstelveen | 2-3 | 7-15, 7-15, 15-13, 15-8, 7-15    |
|        | Sofia - Tirana                  | 3-0 | 15-5, 15-1, 15-2                 |
|        | Bonnevoie - Capitol City        | 0-3 | 4-15, 4-15, 7-15                 |
|        | Kortrijk - Budapest             | 3-2 | 15-13, 14-16, 16-18, 16-14, 15-1 |
|        | Asnieres Sport - Loimu 79 Turku | 2-3 | 17-15, 12-15, 8-15, 15-9, 15-2   |
|        | Hapoel Hampil - Nicosia         | 3-0 | 15-9, 15-6, 15-7                 |
|        | Giessen - Gladsaxe              | 0-3 | 0-15, 0-15, 0-15                 |
|        | Berlino - Esmoriz GC            | 3-0 | 15-5, 15-3, 15-0                 |

| Ritorno |                                 |     |                                 |
|         |                                 |     |                                 |
|         | Istanbul - Praga                | 3-2 | 16-14, 15-7, 13-15, 10-15, 15-7 |
|         | Madrid - Torino                 | 2-3 | 14-16, 12-15, 15-12, 15-9, 5-15 |
|         | Atene - Bucarest                | 1-3 |                                 |
|         | Vienna - Ginevra                | 3-0 | 15-5, 15-7, 15-3                |
|         | Martinus Amstelveen - Stoccolma | 3-0 | 15-7, 15-12, 15-11              |
|         | Tirana - Sofia                  | 0-3 | 8-15, 3-15, 5-15                |
|         | Capitol City - Bonnevoie        | 3-0 | 15-4, 15-5, 15-10               |
|         | Budapest - Kortrijk             | 3-1 | 15-8, 15-9, 14-16, 15-2         |
|         | Loimu 79 Turku - Asnieres Sport | 2-3 | 15-9, 15-9, 5-15, 4-15, 14-16   |
|         | Nicosia - Hapoel Hampil         | 0-3 | 11-15, 11-15, 7-15              |
|         | Gladsaxe - Giessen              | 3-0 | 15-0, 15-0, 15-0                |
|         | Esmoriz GC - Berlino            | 0-3 | 3-15, 11-15, 5-15               |

## Ottavi di finale
| Andata |                             |     |                                 |
|        |                             |     |                                 |
|        | Praga - Varsavia            | 3-1 | 15-9, 16-14, 8-15, 15-3         |
|        | Torino - Bucarest           | 3-1 | 7-15, 15-7, 15-7, 15-0          |
|        | Vienna - Riga               | 0-3 | 10-15, 13-15, 9-15              |
|        | Martinus Amstelveen - Parma | 1-3 | 6-15, 15-13, 13-15, 9-15        |
|        | Sofia - Capitol City        | 3-0 | 15-5, 15-8, 15-1                |
|        | Budapest - Loimu 79 Turku   | 3-0 | 15-13, 15-11, 15-4              |
|        | Hapoel Hampil - Gladsaxe    | 1-3 | 12-15, 15-9, 8-15, 11-15        |
|        | Berlino - Zagabria          | 3-2 | 5-15, 15-9, 16-14, 11-15, 16-14 |

| Ritorno |                             |     |                                 |
|         |                             |     |                                 |
|         | Varsavia - Praga            | 3-2 | 14-16, 15-8, 14-16, 15-13, 15-3 |
|         | Bucarest - Torino           | 3-0 | 15-5, 16-14, 15-13              |
|         | Riga - Vienna               | 3-0 | 15-11, 15-6, 15-8               |
|         | Parma - Martinus Amstelveen | 3-1 | 5-15, 15-8, 15-10, 15-8         |
|         | Capitol City - Sofia        | 0-3 | 4-15, 1-15, 0-15                |
|         | Loimu 79 Turku - Budapest   | 3-0 | 15-0, 15-13, 15-3               |
|         | Gladsaxe - Hapoel Hampil    | 3-1 | 14-16, 16-14, 15-4, 15-12       |
|         | Zagabria - Berlino          | 3-0 | 15-6, 15-9, 15-9                |

## Quarti di finale
| Andata |                        |     |  |
|        |                        |     |  |
|        | Praga - Bucarest       | 3-0 |  |
|        | Riga - Parma           | 1-3 |  |
|        | Sofia - Loimu 79 Turku | 3-0 |  |
|        | Gladsaxe - Zagabria    | 2-3 |  |

| Ritorno |                        |     |  |
|         |                        |     |  |
|         | Bucarest - Praga       | 3-1 |  |
|         | Parma - Riga           | 3-2 |  |
|         | Loimu 79 Turku - Sofia | 0-3 |  |
|         | Zagabria - Gladsaxe    | 3-0 |  |

## Fase finale
La fase finale del torneo ha visto la partecipazione di quattro squadre, che si sono affrontate in un girone all'italiana. Le partite si sono svolte dal 15 al 17 febbraio 1985 allo Stade Charles Van der Putten di Bruxelles.
La vittoria finale è andata per la seconda volta alla Pallavolo Parma, vice campione d'Italia in carica, seguita dai croati del Mladost Zagabria e dai bulgari del CSKA Sofia.

### Risultati
| Andata |                                       |     |                               |
|        |                                       |     |                               |
| 15-2   | Mladost Zagabria - Santal Parma       | 1-3 | 15-12, 10-15, 6-15, 8-15      |
| 15-2   | CSKA Sofia - Stella Rossa Praga       | 3-0 | 15-8, 15-10, 15-8             |
| 16-2   | Stella Rossa Praga - Santal Parma     | 1-3 | 4-15, 7-15, 18-16, 13-15      |
| 16-2   | CSKA Sofia - Mladost Zagabria         | 1-3 | 7-15, 11-15, 15-10, 14-16     |
| 17-2   | Stella Rossa Praga - Mladost Zagabria | 1-3 | 15-10, 12-15, 10-15, 13-15    |
| 17-2   | CSKA Sofia - Santal Parma             | 2-3 | 18-16, 3-15, 9-15, 15-9, 5-15 |

### Classifica
| Girone finale | Girone finale      | Girone finale | Partite | Partite | Set | Set | Set   | Punti Set | Punti Set | Punti Set |
| #             | Squadra            | Pt            | V       | P       | V   | P   | Qz    | V         | P         | Qz        |
| ------------- | ------------------ | ------------- | ------- | ------- | --- | --- | ----- | --------- | --------- | --------- |
| 1             | Santal Parma       | 6             | 3       | 0       | 9   | 4   | 2.250 | 188       | 131       | 1.435     |
| 2             | HAOK Mladost       | 5             | 2       | 1       | 7   | 5   | 1.400 | 150       | 154       | 0.974     |
| 3             | CSKA Sofia         | 4             | 1       | 2       | 6   | 6   | 1.000 | 142       | 152       | 0.934     |
| 4             | Stella Rossa Praga | 3             | 0       | 3       | 2   | 9   | 0.222 | 118       | 161       | 0.733     |